# Dvadtsat vosem panfilovtsev
Dvadtsat vosem panfilovtsev (russisk: 28 панфиловцев, da.: Panfilovs 28 mænd) er en russisk krigsfilm fra 2016 instrueret af Kim Druzhinin og Andrej Sjalopa.

## Medvirkende
- Jakov Kutjerevskij som Ivan Dobrobabin
- Aleksej Morozov som Vasilij Klochkov
- Sergej Agafonov som Grigoriy Bezrodnykh
- Aleksandr Ustjugov som Ivan Moskalenko
- Oleg Fjodorov som Grigorij Shemjakin